# Etetak
Etetak est un quartier de la ville de Yaoundé, capitale du Cameroun, situé dans l'arrondissement de Yaoundé VII subdivision de la Communauté Urbaine De Yaoundé.

## Historique
Etetak ou encore «Etetag» signifie "Flaque d’eau".
Construit dans une zone marécageuse d'où il tient son appellation,  il subit parfois le déchaînement des eaux  bloquant la voie la dégradation de la chaussée.

## Géographie
Situé à la sortie Ouest de la Ville de Yaoundé, il est entouré des quartiers Nkol Bisson, Oyom Abang, et Cité Verte.

## Éducation
- Centre Éducatif Meyom Meyeme Etetak[3]
- Complexe Scolaire Thecla

## Lieux de culte
Mission de l'Église Evangélique Camerounaise (christian - evangelical)

## Lieux populaires
- Carrefour MEEC
- Service de carburant - GULFIN MVOGBETSI

## Chefferie
Chefferie Etetak

## Sécurité publique
Brigade de gendarmerie nationale poste d’Etetak 